# Dustin Pfeifer
Dustin Pfeifer (* 14. März 1983 in Washington Court House) ist ein ehemaliger US-amerikanischer Basketballspieler.

## Werdegang
Der aus der Stadt Washington Court House im US-Bundesstaat Ohio stammende Pfeifer gehörte von 2002 bis 2006 der Hochschulmannschaft der University of Findlay an. Mit 561 Korbvorlagen und 328 Ballgewinnen stellte er Hochschulbestmarken auf, er wurde als bester Spieler der Saison 2005/06 in der Great Lakes Intercollegiate Athletic Conference (GLIAC) ausgezeichnet. In seinen vier Spielzeiten in der zweiten NCAA-Division erzielte der 1,75 Meter große Aufbauspieler 1590 Punkte.
Pfeifer begann seine Laufbahn als Berufsbasketballspieler 2006 in seinem Heimatland bei den Columbus Cyclones in der International Basketball League. Er ging nach Europa, stand während der Saison 2006/07 beim dänischen Erstligisten Team Sjælland unter Vertrag, erzielte für die Mannschaft in 29 Ligaeinsätzen im Schnitt 18,5 Punkte, 5,7 Korbvorlagen, 2,9 Ballgewinne und 2,5 Rebounds je Begegnung. Das Fachmedium eurobasket.com zeichnete ihn als besten Aufbauspieler der dänischen Liga in der Saison 2006/07 aus.
2007/08 spielte Pfeifer für die Hertener Löwen in der deutschen 2. Bundesliga ProB, empfahl sich dort für einen Wechsel in die zweithöchste Spielklasse des Landes, die 2. Bundesliga ProA, den er mit der Annahme eines Angebots des BV Chemnitz im Sommer 2008 vollzog. Pfeifer erreichte während der Saison 2008/09 in Chemnitzer Diensten Mittelwerte von 14,5 Punkten, 5,6 Korbvorlagen, 3,5 Rebounds sowie 2,2 Ballgewinne pro Begegnung. 2009/10 lenkte der US-Amerikaner in derselben Liga das Spiel der GiroLive-Ballers Osnabrück (8 Punkte, 3 Korbvorlagen, 1,9 Rebounds/Begegnung). Anschließend spielte er noch bei Levharti Chomutov in Tschechien sowie in seinem Heimatland bei der Mannschaft Ohio Hidden Gems in der International Basketball League.
2012 wurde er Assistenztrainer an der University of Findlay. Dieses Amt hatte er bis 2014 inne. Er wurde später im weiblichen Nachwuchsbereich in seiner Heimatstadt Washington Court House als Trainer bei Ohio Crush tätig.